# Rajd Elmot 2005
Rezultaty Rajdu Elmot (33. Rajd Elmot-Remy), 1. rundy Rajdowych Samochodowych Mistrzostw Polski w 2005 roku, który odbył się w dniach 7-8 maja:

## Wyniki
| Miejsce | Kierowca           | Pilot              | Samochód                   | Grupa-Klasa | Czas      | Strata |
| ------- | ------------------ | ------------------ | -------------------------- | ----------- | --------- | ------ |
| 1.      | Michał Bębenek     | Grzegorz Bębenek   | Mitsubishi Lancer Evo VII  | N-4         | 2:05:17.2 |        |
| 2.      | Grzegorz Grzyb     | Przemysław Mazur   | Suzuki Ignis S1600         | S1600       | 2:05:46.1 | 28.9   |
| 3.      | Maciej Lubiak      | Maciej Wisławski   | Mitsubishi Lancer Evo VIII | N-4         | 2:06:49.2 | 1:32.0 |
| 4.      | Zbigniew Gabryś    | Robert Hundla      | Mitsubishi Lancer Evo VIII | N-4         | 2:07:30.4 | 2:13.2 |
| 5.      | Maciej Oleksowicz  | Andrzej Obrębowski | Subaru Impreza             | N-4         | 2:08:05.0 | 2:47.8 |
| 6.      | Michał Kościuszko  | Jarosław Baran     | Suzuki Ignis S1600         | S1600       | 2:08:56.1 | 3:38.9 |
| 7.      | Mariusz Pelikański | Daniel Dymurski    | Peugeot 206 S1600          | S1600       | 2:09:32.3 | 4:15.1 |
| 8.      | Tomasz Kuchar      | Jakub Gerber       | Subaru Impreza             | N-4         | 2:09:39.3 | 4:22.1 |
| 9.      | Damian Gielata     | Zbigniew Cieślar   | Subaru Impreza             | N-4         | 2:09:56.5 | 4:39.3 |
| 10.     | Piotr Adamus       | Magdalena Zacharko | Peugeot 206 S1600          | S1600       | 2:10:46.8 | 5:29.6 |